# Elisabeth Gnauck-Kühne

Elisabeth Gnauck-Kühne

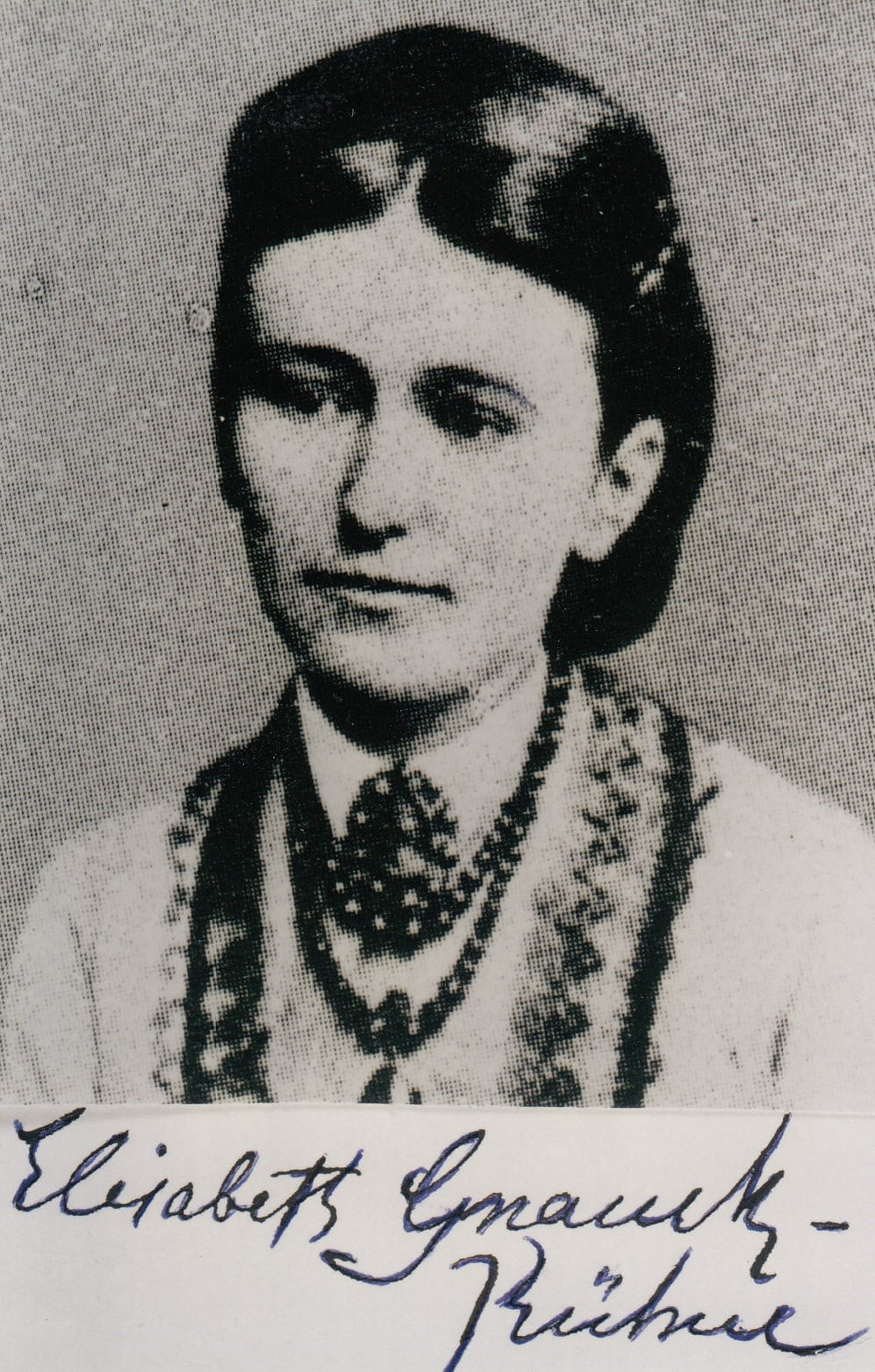
Elisabeth Gnauch-Kühne im Alter von ca. 35 Jahren, archiviert im Ida-Seele-Archiv

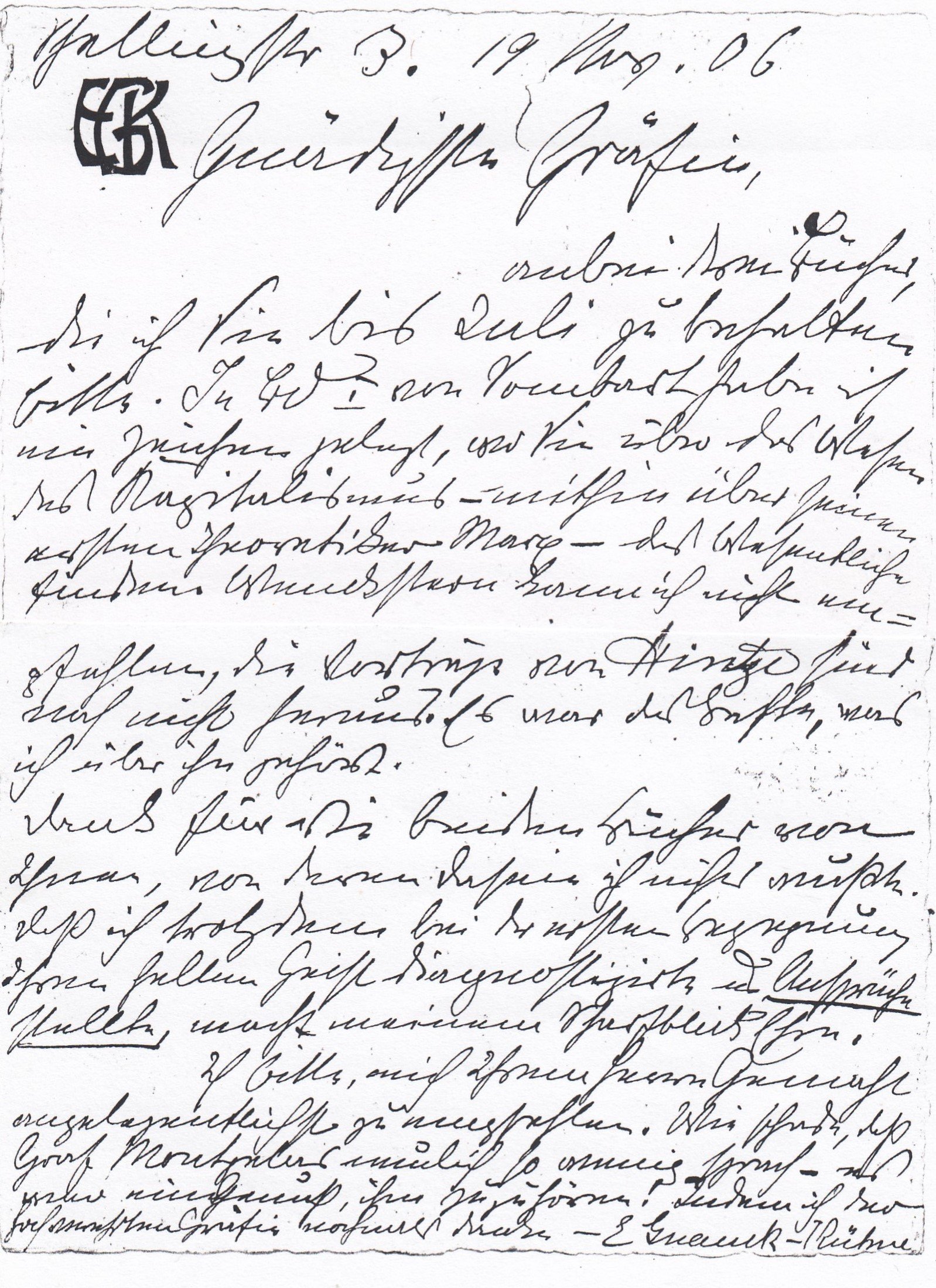
Brief an Gräfin Pauline von Montgelas, archiviert im Ida-Seele-Archiv

Caroline Franziska Elisabeth Gnauck-Kühne (* 2. Januar 1850 in Vechelde; † 12. April 1917 in Blankenburg, Harz) war eine Frauenrechtlerin und bedeutende Programmatikerin der evangelischen und katholischen Frauenbewegung.
Elisabeth Gnauck-Kühne gilt als die erste deutsche Sozialpolitikerin.

## Leben
Am 2. Januar 1850 wurde Elisabeth Kühne als Tochter des Juristen (Staatsanwalt) Friedrich August Kühne und seiner Gattin Maria Dorothea Henriette, geb Dünnhaupt († 1881) geboren. Elisabeth Kühne war die Jüngste von drei Geschwistern. Sie absolvierte in Callnberg das „Königlich Sächsische Lehrerinnenseminar“, das von einem Geist puritanischer Nüchternheit und Strenge geprägt war. Im Alter von 17 Jahren legte sie das Examen ab und arbeitete anschließend als Privatlehrerin und Erzieherin u. a. in Paris und London.
1875 gründete Elisabeth Kühne in Blankenburg (Harz) eine Bildungs- und Erziehungsanstalt für Mädchen mit dem Namen „Erziehungsinstitut für Töchter höherer Stände“. Elisabeth Kühne leitete das Heim bis zu ihrer Heirat im Jahr 1888. Die Ehe mit dem Nervenarzt Rudolf Gnauck scheiterte nach wenigen Monaten und wurde 1890 geschieden.
In den 1890ern studierte Gnauck-Kühne zuerst privatim bei dem Nationalökonomen Gustav Schmoller, und ab 1895 mit ministerieller Sondergenehmigung Sozialwissenschaften und Volkswirtschaftslehre in Berlin, wobei sie Freundschaft unter anderem mit Gertrud Dyhrenfurth schloss. Für ihre Veröffentlichung, Die Lage der Arbeiterinnen in der Berliner Papierwarenindustrie. Eine soziale Studie, die erste Frauenschrift in Schmollers Jahrbuch, arbeitete sie für eine kurze Zeit in einer Berliner Kartonagenfabrik.
Im Jahre 1895 fand in Erfurt der 6. Evangelisch-Soziale Kongress statt. Dass unter vielen Männern auch die 45-jährige Gnauck-Kühne als Rednerin auftrat, glich einer Sensation. Sie referierte über Die soziale Lage der Frau. Erstmals wurde hier die Frauenfrage von einem bewusst christlichen Standpunkt aus behandelt, „wobei die Rednerin so überzeugend sprach, daß es ihr – scheinbar mühelos – gelang, die Zustimmung ihrer eher skeptisch urteilenden Zuhörer zu gewinnen.“ In ihrem Vortrag hatte sie bewusst die Frauenfrage nicht von der sozialen Frage getrennt. Dazu schrieb sie rückblickend:
„Als ich 1895 in Erfurt reden sollte, wollte das Aktionskomitee, daß ich nur die Arbeiterinnenfrage behandele. Ich erklärte bestimmt, ich würde auch die bürgerliche Frauenfrage behandeln. Große Verstimmung. Ich blieb aber fest. Ja, ja, vor der eigenen Tür kehren die Herren nicht gern, sie selbst wollen ihre Ansichten und Beziehungen nicht ändern, nur in der Arbeiterklasse soll das Weib anders gestellt werden.“
1897 veröffentlichte Gnauck-Kühne in der Zeitung Tägliche Rundschau den Aufsatz Der Wettbewerb zwischen Mann und Frau. Die Redaktion des Blankenburger Kreisblattes entschloss sich, die Gedanken „unserer berühmten Landsmännin“ auch ihren Lesern nahezubringen und druckte in drei Folgen den Aufsatz nach.
1900 trat Gnauck-Kühne in Mautern in der Steiermark zum katholischen Glauben über und zog wieder nach Blankenburg. In „Aufzeichnungen zum Glaubenswechsel“ hatte sie eindringlich die Beweggründe für ihre Konversion dargelegt. Im Jahre 1900 war Gnauck-Kühne Herausgeberin des Buches Aus Wald und Flur. Märchen für sinnige Leute, die Uraufführung ihres Dramas Christine erfolgte 1910 in Düsseldorf. Seit Gründung des katholischen Frauenbundes im Jahre 1903, der u. a. auf ihre Initiative hin ins Leben gerufen wurde, hatte sie sich für die Belange des jungen Verbandes eingesetzt: „Ihre Stimme wurde gehört, was sie zu sagen hatte, wurde beachtet.“
Am 12. April 1917 starb Elisabeth Gnauck-Kühne, deren eigener Lebensweg sie zur Kämpferin für die Interessen der Frau werden ließ, in Blankenburg in ihrem Haus Walhallastraße 3 (heute Mozartstraße 3) infolge einer Lungenentzündung. Die Straße am Standort des ehemaligen „Erziehungsinstituts für Töchter höherer Stände“ in Blankenburg ist heute nach Gnauck-Kühne benannt.

## Werke (Ausw.)
- Das Universitätsstudium der Frauen. Ein Beitrag zur Frauenfrage. Schulze, Oldenburg 1891.
- Ursachen und Ziele der Frauenbewegung. Lesser, Berlin 1893 (Aus geistigen Werkstätten; 12).
- Die soziale Lage der Frau. Vortrag gehalten auf dem 6. Evangelisch-sozialen Kongresse zu Erfurt am 6. Juni 1895. Liebmann, Berlin 1895.
- Die Lage der Arbeiterinnen in der Berliner Papierwarenindustrie. Eine soziale Studie. Duncker & Humblot, Leipzig 1896 (Digitalisat).
- Die deutsche Frau um die Jahrhundertwende. Statistische Studie zur Frauenfrage, mit sechs farbigen Diagrammen. Liebmann, Berlin 1904.
- Einführung in die Arbeiterinnenfrage. Zentralstelle des Volksvereins für das katholische Deutschland, Mönchengladbach 1905.
- Warum organisieren wir die Arbeiterinnen? Breer & Thiemann, Hamm 1905 (Frankfurter zeitgemäße Broschüren, [N.F.]; 25,2).
- Die Organisation der Patronagen. Vortrag, gehalten auf der 2. Mitgliederversammlung des Verbandes süddeutscher Patronagen für jugendliche katholische Arbeiterinnen zu München am 16. Juni 1907. Buchhandlung des Verbandes süddeutscher katholischer Arbeitervereine, München 1907.
- Das soziale Gemeinschaftsleben im Deutschen Reich. Leitfaden der Wirtschafts- und Bürgerkunde für höhere Schulen, Kurse und zum Selbstunterricht. Volksvereins-Verlag, Mönchengladbach 1909.
- Höhere Schulbildung und Wirtschaftsleben. In: Frauenbildung. Zeitschrift für die gesamten Interessen des weiblichen Unterrichtswesens. Jg. 15, Heft 5, 1916, S. 188–190.
- Frauenhochschulstudium für soziale Berufe. In: Frauenbildung. Zeitschrift für die gesamten Interessen des weiblichen Unterrichtswesens. Jg. 15, Heft 10/11, 1916, S. 362f.
- Leitsätze zur Sache des weiblichen Dienstjahres. In: Frauenbildung. Zeitschrift für die gesamten Interessen des weiblichen Unterrichtswesens. Jg. 16, Heft 1, 1917, S. 7–10.